# Dorestad

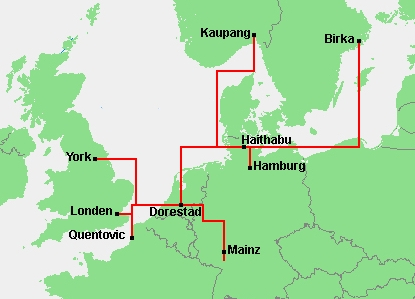
Mapa esquemàtic de les vies comercials que anaven cap a Dorestad.

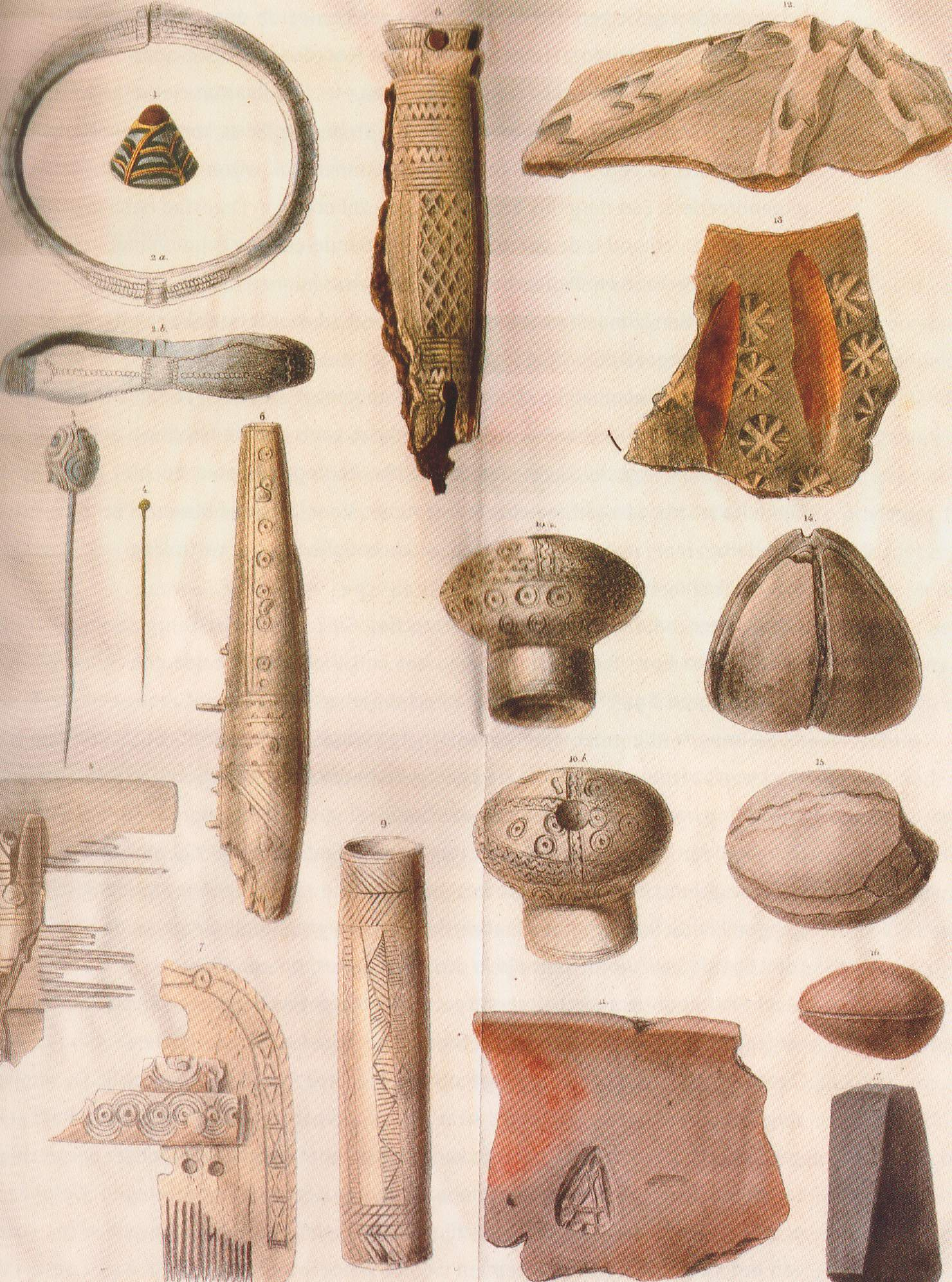
Alguns instruments trobats en les excavacions fetes a Dorestad.

Dorestad fou un dels ports més importants de l'Europa medieval. La ciutat o emporium de Dorestad estava en un dels braços de la desembocadura del Rin, damunt les restes d'una antiga fortificació romana, en un lloc situat prop de la ciutat actual de Wijk bij Duurstede, als Països Baixos. Entre l'any 600 i el 850, va haver de patir les guerres entre els frisons i els francs. Dins l'Imperi Carolingi, Dorestad va esdevenir una possessió personal de Carlemany, d'una manera semblant amb allò que s'esdevenia a Quentovic, situat actualment a França. Aquestes dues ciutats gestionaven la part més important del comerç marítim dels carolingis.
A causa de la importància de les activitats mercantils que s'hi feien, Dorestad va atreure l'atenció dels vikings. Va ser saquejada els anys 834, 835, 844, 857 i 873. Els historiadors creuen que uns 7.000 vikings van prendre part en la primera ràtzia del 834. La ciutat esdevingué la capital del regne viking de Dorestad, entre l'any 850 i el 885.
Treballs fets al Rin van cobrir aquest port després de l'any 863 i la ciutat va decaure ràpidament.